# Watermolen van Lille
De Watermolen van Lille is een voormalige watermolen in de tot de Vlaams-Brabantse gemeente Kampenhout behorende plaats Berg, gelegen aan de Watermolenstraat 3.
Deze watermolen op de Molenbeek, van het type onderslagmolen fungeerde als korenmolen.

## Geschiedenis
Van de molen, die vanouds bij het Kasteel Dellafaille hoort en een banmolen was, werd al in 1306 gewag gemaakt. In de 17e en 18e eeuw werd de molen verbouwd. Door een omleiding werd water naar de kasteelvijver gevoerd die als molenvijver dienst deed en van waaruit een kunstmatig beekje de molen aandreef. De molen bleef tot 1899 in werking. In 1907 werd het molenhuis omgebouwd tot woonhuis. Ondertussen droogden de vijver en de Molenbeek uit. In de drooggevallen vijver werd later witlof geteeld.